# Palio dell'Argentario

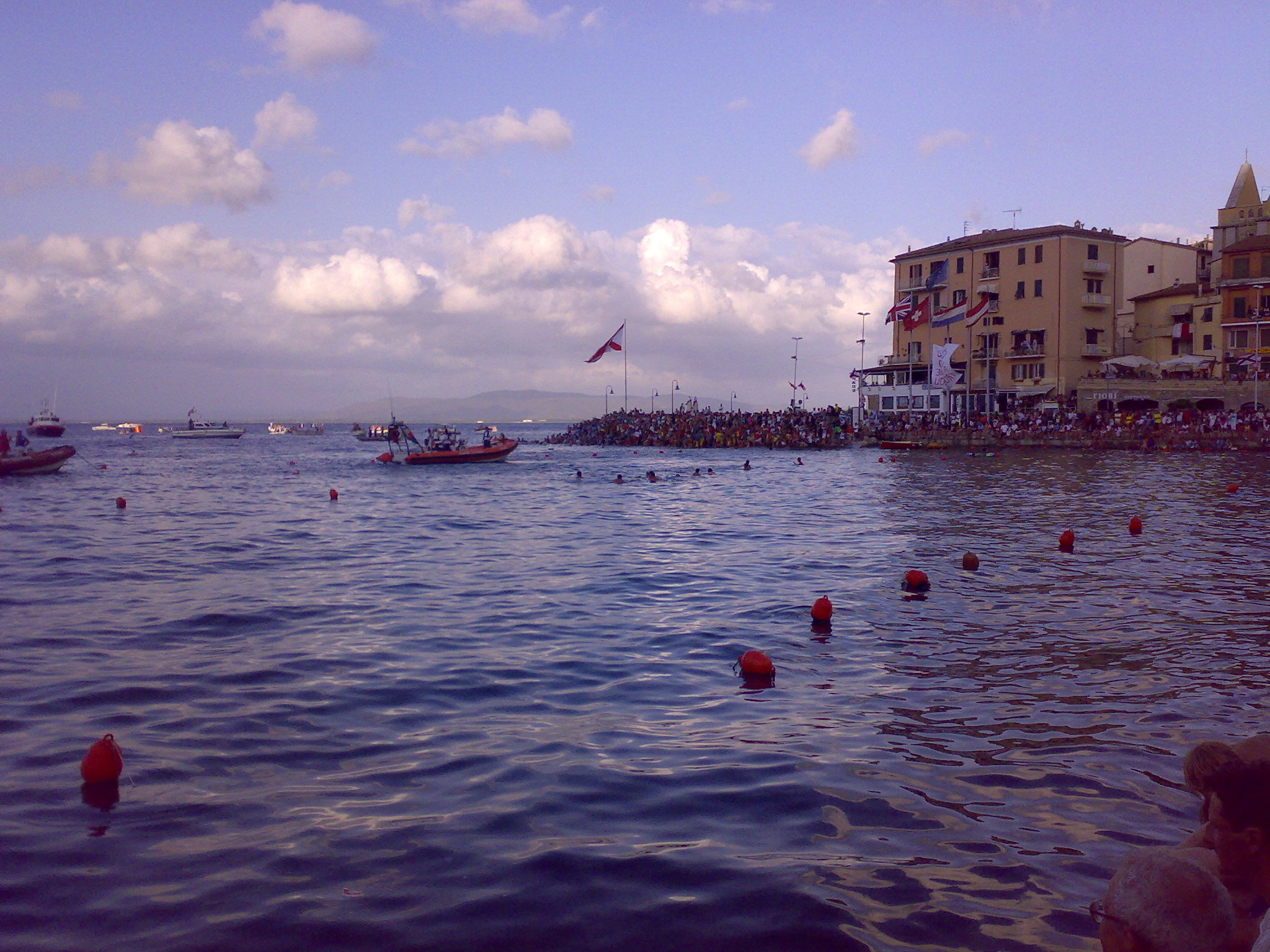
Stadio del turchese, Porto S.Stefano

Le Palio dell'Argentario, dit aussi Palio Marinaro dell'Argentario, est une manifestation annuelle qui se déroule le 15 août à Porto Santo Stefano, chef-lieu de la commune de Monte Argentario dans la province de Grosseto, en Toscane.

## La légende
De nombreuses légendes concernent la péninsule de l'Argentario.
Parmi les plus connues figure celle qui fait découler l’origine du palio de la lutte pour la survie des pêcheurs de Porto Santo Stefano contre les pirates qui peuplaient les eaux de la mer Tyrrhénienne.

## Origines
Il est probable que les origines du palio remontent à l’époque de l'État des Présides, dont Porto Santo Stefano faisait partie entre 1664 et 1667.
Les premiers documents connus attestent de son institution vers 1842, quand le grand-duc de Toscane Léopold II décréta la naissance de Monte Argentario, qui jusqu’alors était réuni à Orbetello. Toutefois, ce n'est qu’en août 1937 qu'est rédigé le premier règlement de la régate. Auparavant avaient lieu uniquement de simples régates et ce n’est qu'au moment où la commune de Monte Argentario se chargea de l’organisation de la manifestation en établissant des normes et des règles précises donnant lieu au véritable Palio Marinaro dell’Argentario.
Exception faite de la période de la guerre, de 1940 à 1944, le palio s’est déroulé tous les ans dans un coin de mer de Porto Vecchio de Porto San Stefano appelé stadio turchese.
Les rioni participant au palio font partie des sociétés de la FICSF (Federazione Italiana 
Canottaggio Sedile Fisso).

## Description
Le palio consiste en une régate, compétition « à la rame » sur des barques de pêche.
Chaque embarcation est composée de quatre rameurs et un timonier.
La compétition est disputée par quatre barques appelés « guzzi » (singulier : « Gozzo »).
Chaque « gozzo » porte le nom d’un vent : Maestrale, Grecale, Libeccio, Scirocco et représente les quatre rioni citadins:
- Croce,
- Fortezza,
- Pilarella
- Valle.

Les équipages se disputent le Palio sur un parcours de 4 000 m partagé en quatre couloirs délimités par des bouées appelées « gavitelli » (singulier : Gavitello), effectuant cinq virées au large et quatre à terre.
Ce palio est probablement une des régates les plus longues du monde.

## La Coppa d'Oro
La Coppa d'Oro (« Coupe d’Or »), constitue le trophée le plus prisé de la manifestation.
Ce trophée a été mis en jeu pour la première fois en 1956 par le ‘’ Commendatore Silvio Gasperrini’’. Il est attribué à titre définitif au Rione qui remporte le Palio trois années de suite.
Ce trophée a été remporté deux fois par le Rione Valle (1966-67-68 / 1989-90-91), deux fois par le Rione Fortezza (2002-03-04 / 2006-07-08) et une fois par le Rione Croce (1984-85-86).

## Couleurs
- Valle
- Fortezza
- Croce
- Pilarella

## Palmarès
| Nombre de victoires | Rione     | Années (En évidence les Coupes d’Or attribuées depuis 1956)                                                                                          |
| ------------------- | --------- | --- |
| 25                  | Pilarella | 1937, 1945, 1946, 1947, 1952, 1954, 1955, 1956, 1957, 1959, 1960, 1963, 1964, 1970, 1974, 1976, 1980, 1981, 1992, 1995, 1997, 1998, 2010, 2017, 2019 |
| 20                  | Croce     | 1939, 1948, 1949, 1950, 1953, 1969, 1971, 1972, 1975, 1979, 1984, 1985, 1986, 1993, 1994, 1996, 1999, 2000, 2011, 2018                               |
| 17                  | Fortezza  | 1951, 1965, 1973, 1978, 1987, 1988, 2002, 2003, 2004, 2006, 2007, 2008, 2012, 2013, 2014, 2015, 2016                                                 |
| 16                  | Valle     | 1938, 1958, 1961, 1962, 1966, 1967, 1968, 1977, 1982, 1983, 1989, 1990, 1991, 2001, 2005, 2009                                                       |

## Galerie photo

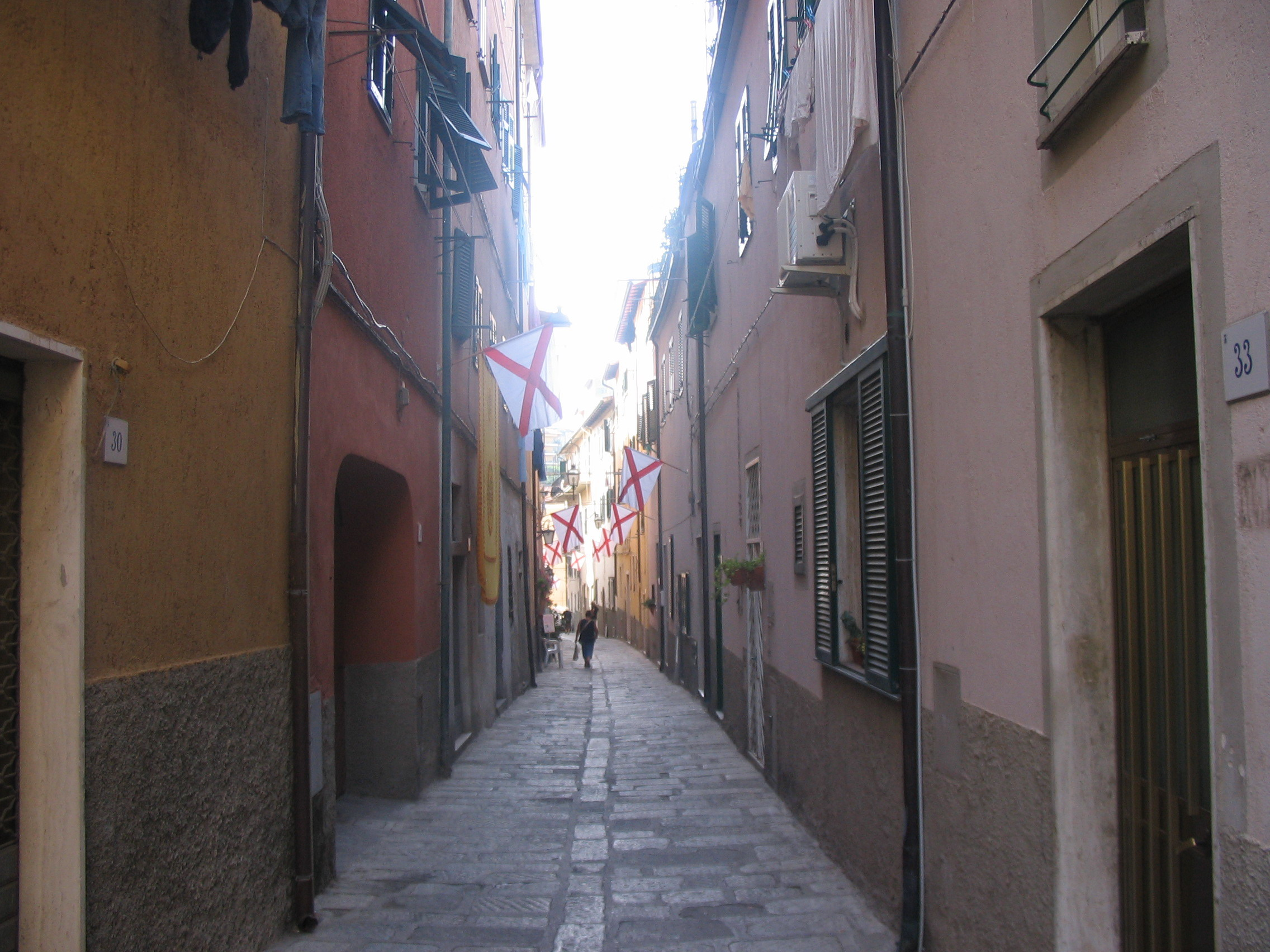
Voie du  Rione Croce  avec étendards
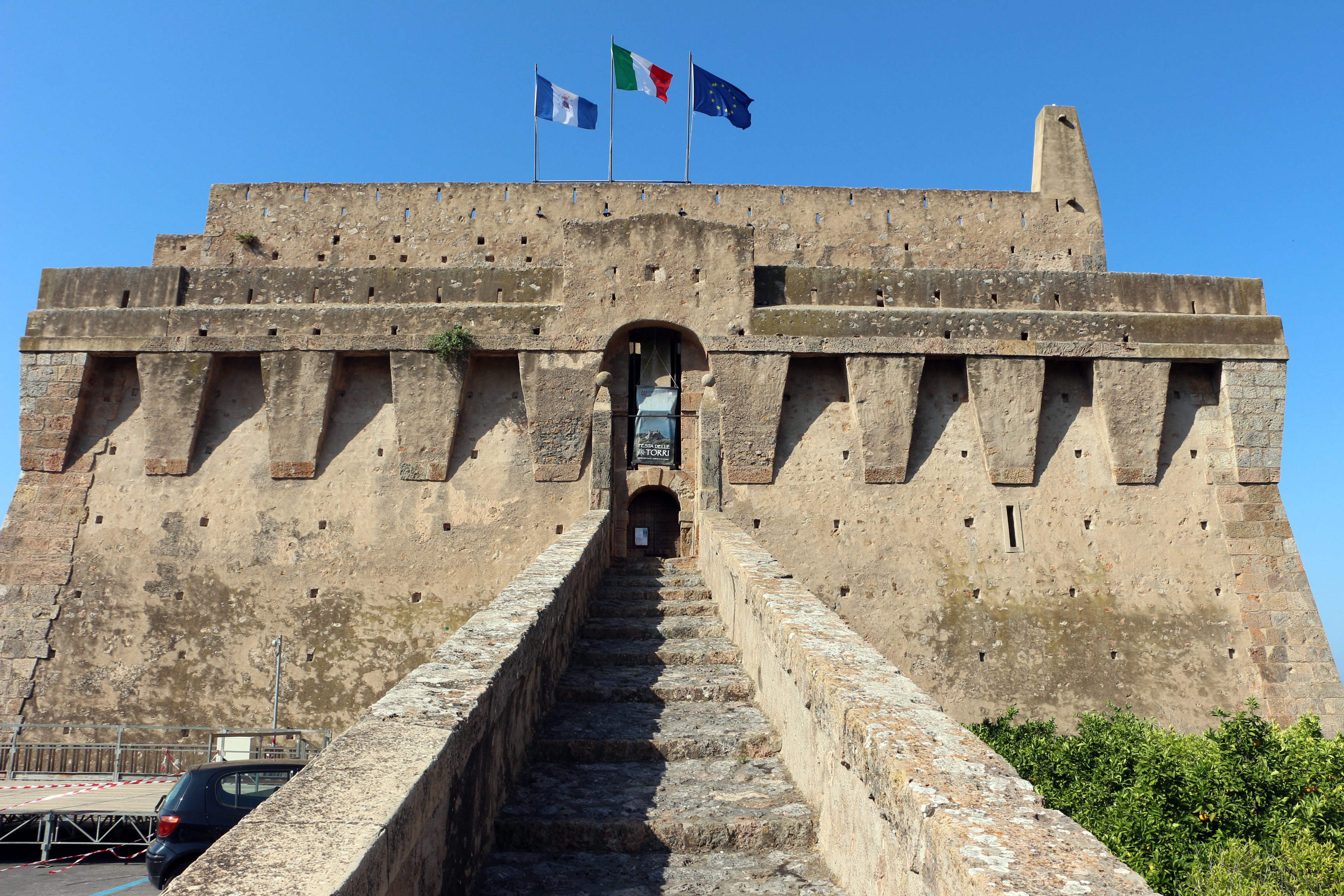
La Fortezza Spagnola, symbole du Rione Fortezza
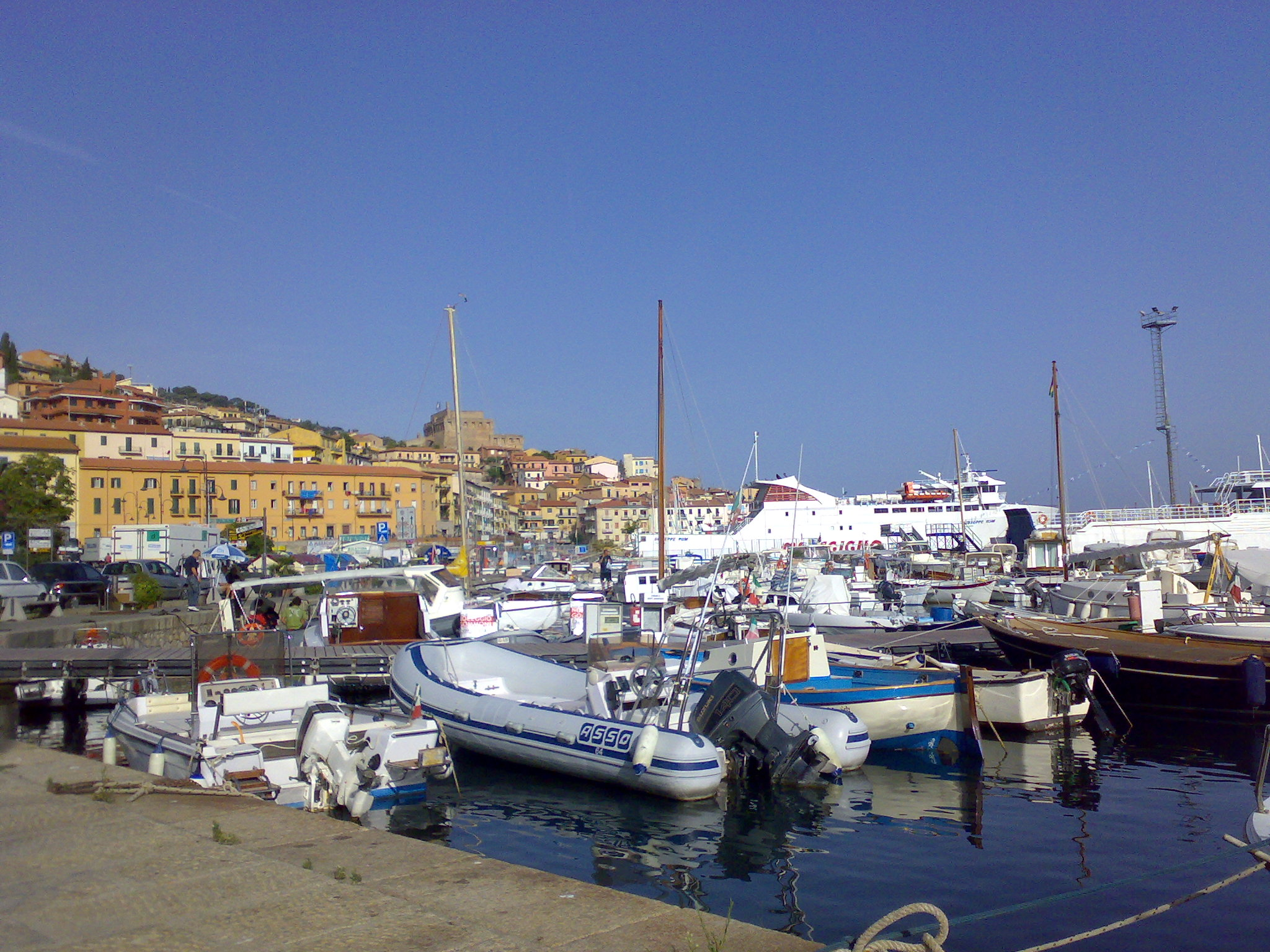
Le port, symbole du Rione Valle
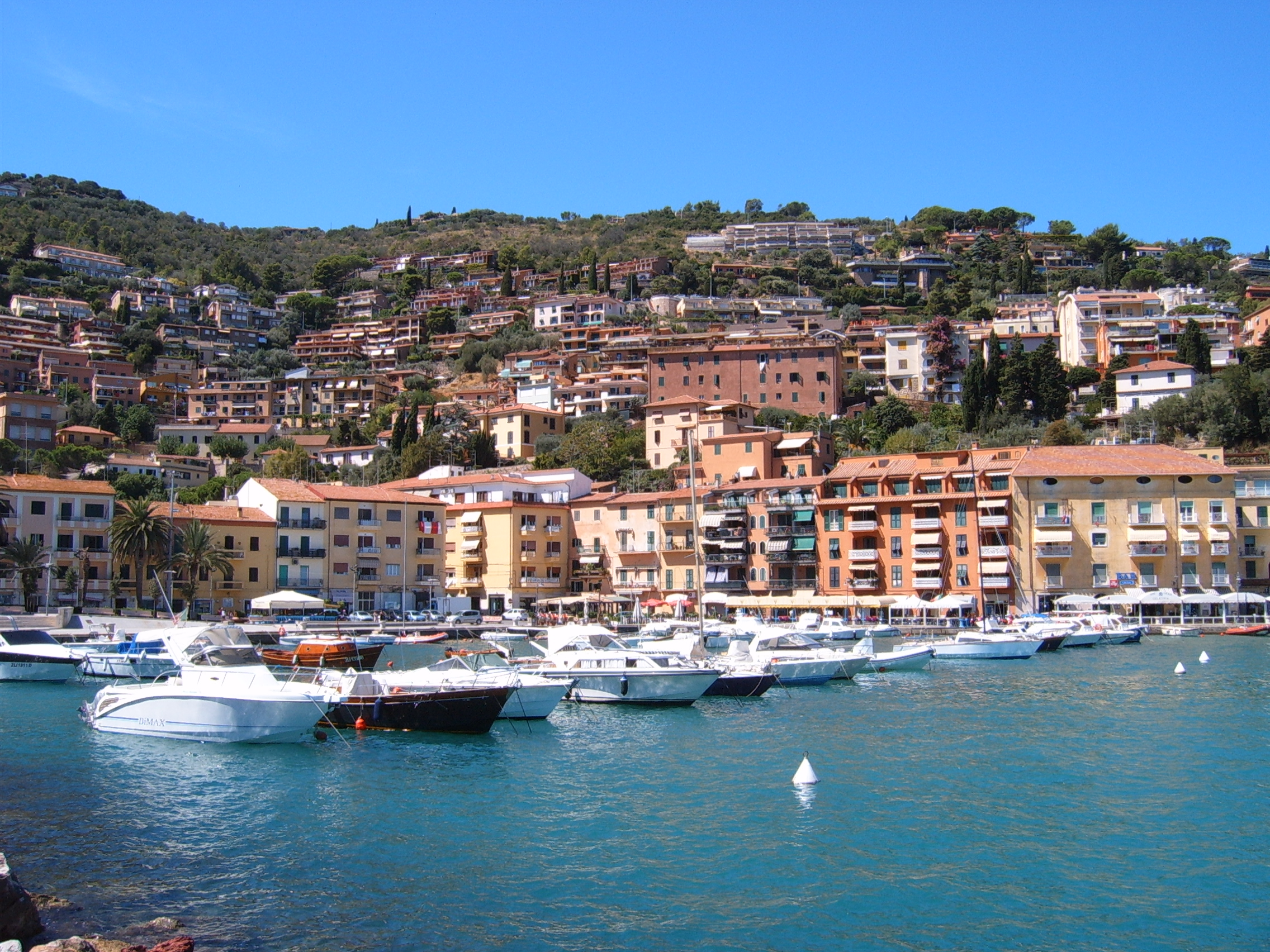
Rione Pilarella

## Sources
- (it) Cet article est partiellement ou en totalité issu de l’article de Wikipédia en italien intitulé « Palio dell'Argentario » (voir la liste des auteurs).